# Християнска левица
Християнска левица е термин, който произлиза от САЩ, който описва спектъра от ляво ориентирана политика с християнски ценности и социални движения, които проповядват социална справедливост.
В същия смисъл почти се употребява и религиозна левица.
След като терминът започва да се употребява в САЩ, той се разпростира и извън територията на Америка, като контрапункт на Християнското дясно.
Терминът е приблизителен, като включва различни гледни точки, но това, което описва Християнското ляво са идеите, свързани със социалната справедливост, грижата за бедните, както и за потиснатите. Поддръжниците на Християнското ляво са загрижени за здравето по света, предоставянето на помощи на нуждаещите се, субсидираното обучение, чуждестранната помощ, схемите на субсидиране от правителствата за подобряване на положението на хората в неравностойно положение. Произхожда от егалитарните (всички хора заслужават равно отношение) ценности.

## Християнската левица по света

### Някои по-важни представители
Ватикана
- Сестра Роуз Теринг (1920 – 2006) – по време на Втория Ватикански събор оправдава евреите за смъртта на Исус; активист за социални и човешки права.

Великобритания
- Уилям Гладстон (1809 – 1898) – лидер на британската Либерална партия, четири пъти министър-председател на Великобритания
- Джон Луис (1889 – 1976) – философ
- Роуан Уилямс (роден 1950) – Архиепископ на Кентърбъри с дълга история на своите социални позиции, още преди да бъде ръкоположен като архиепископ

САЩ
- Тим Райън – конгресмен
- Джими Картър (р. 1924) – президент на САЩ (1977-1981)
- Кейтлин Кенеди Таунсенд – зам. губернатор на Мериленд, от семейство Кенеди

Южна Африка
- Нелсън Мандела (1918 - 2013) - президент на Република Южна Африка (1994-1999)

Франция
- Абат Пиер (1912 – 2007) – френски католически свещеник, част от съпротивата през Втората световна война
- Епископ Жак Гело (роден 1935).